# メタルギアソリッド バンドデシネ
『メタルギアソリッド バンドデシネ』（METAL GEAR SOLID BANDE DESSINÉE、日本国外ではMETAL GEAR SOLID DIGITAL GRAPHIC NOVEL）は、コナミデジタルエンタテインメント（以下コナミ）が発売する、メタルギアシリーズを題材にしたデジタルコミック。「デジタル・バンドデシネ」とも呼称している。別名「ベーデー」。
「バンドデシネ（BANDE DESSINÉE）」の由来は、主にフランスにおいて呼称される、芸術度の高いコミックという意味がある。アメリカではコミック版のメタルギアソリッドが発売されており、メタルギアシリーズ生みの親である小島秀夫の意図により、この呼称が名付けられた。
2013年7月11日に発売された『メタルギアソリッド レガシーコレクション』のDISC1にも、2作とも収録されている（DISC1にはメタルギアソリッド2・メタルギアソリッド3・メタルギアソリッド ピースウォーカーのHDエディションも収録されている。これらのゲームの起動にはPS3が必要だが、バンドデシネ2作品はBlu-ray Discビデオ扱いのため、PS3以外のブルーレイディスク対応機器でも再生が可能）。
また、2023年10月24日発売の『メタルギアソリッド マスターコレクション Vol.1』のボーナスコンテンツ（無料追加DLC）として2作とも日本語版、英語版共に配信されている。

## メタルギアソリッド バンドデシネ
北アメリカで発売されている、コミック版『メタルギアソリッド』（MGS）を原作として、単なる原稿の静止画では無く、画像をポリゴンに貼り付け（テクスチャマッピング）、様々な映像・音響の演出を追加し、新たな映像作品に再構築したゲームである。
コミックとして読むだけでなく、ユーザーが積極的に"触れる"ことで、ゲーム世界が広がっていくというインタラクティブ的な要素が用意されている。
本作のベースとなっているコミックは、ゲーム版『MGS』を基にして、アシュレイ・ウッド作画、クリス・オプリコス脚本で、全12巻が発売されている（日本未発売）。本作では、それら全てを収録している。
コミック向けにストーリーを構成し直したほかに、物語のラスト、ナオミによってスネークのFOXDIEが解除される、オタコン、スネーク、メリルの三人で島を脱出しているなどのオリジナルの展開がある。
ゲーム版『MGS』に登場したナスターシャ・ロマネンコは、本作には登場していない。

## メタルギアソリッド2 バンドデシネ
『メタルギアソリッド2』（MGS2）を原作とした続編『メタルギアソリッド2 バンドデシネ』が、DVD-Videoとして2008年6月12日に発売された。原作が主に「雷電」視点で物語が進められたのに対し、スネーク視点での物語が描かれる。また、ゲーム本編とは異なる展開をしている場面や描かれていなかった場面も多数見受けられる。本編に登場したリチャード・エイムズは、スネーク視点の物語の為、未登場である。余談だがオリジナルキャラクターとして、ニュースレポーター「カレン北条」（ポリスノーツからのゲストキャラ）というキャラクターが登場している。
本作からフルボイス仕様となり、前作もフルボイス化し同梱されている。そのため前作と異なり吹き出しが全て英語になっている（ただし一部ながら日本語字幕がついていることがある）。
なお、サイボーグ忍者、サイコ・マンティス、リボルバー・オセロットについては原作でそれらのキャラを演じていた声優が故人であるため、代役が起用されている。しかし、ヴァンプのキャストは、当初予定していた塚本晋也ではなく、当時と同じく代役を担当した置鮎龍太郎のままである。

### 登場人物
- Disc1（METAL GEAR SOLID）
  - ソリッド・スネーク（声：大塚明夫）
  - ハル・エメリッヒ（声：田中秀幸）
  - ロイ・キャンベル（声：青野武）
  - リボルバー・オセロット（声：沢木郁也）
  - メリル・シルバーバーグ（声：寺瀬今日子）
  - ナオミ・ハンター（声：鶴ひろみ）
  - メイ・リン（声：桑島法子）
  - ドナルド・アンダーソン（声：佐藤正治）
  - サイボーグ忍者（声：山崎たくみ）
  - リキッド・スネーク（声：銀河万丈）
  - サイコ・マンティス（声：家中宏）
  - スナイパー・ウルフ（声：中村尚子）
  - バルカン・レイブン（声：堀之紀）
  - マスター・ミラー（声：銀河万丈）
  - ケネス・ベイカー（声：藤本譲）
  - ジム・ハウスマン（声：麻生智久）
- Disc2（METAL GEAR SOLID 2）
  - ソリッド・スネーク（声：大塚明夫）
  - ハル・エメリッヒ（声：田中秀幸）
  - ロイ・キャンベル（声：青野武）
  - リボルバー・オセロット（声：沢木郁也）
  - サイボーグ忍者（声：山崎たくみ）
  - リキッド・スネーク（声：銀河万丈）
  - エマ・エメリッヒ・ダンジガー（声：山本麻里安）
  - ローズマリー（声：井上喜久子）
  - ピーター・スティルマン（声：飯塚昭三）
  - ヴァンプ（声：置鮎龍太郎）
  - 雷電（声：堀内賢雄）
  - ソリダス・スネーク（声：大塚明夫）
  - フォーチュン（声：冬馬由美）
  - ファットマン（声：塩屋浩三）
  - セルゲイ・ゴルルコビッチ（声：阪脩）
  - スコット・ドルフ（声：郷里大輔）
  - オルガ・ゴルルコビッチ（声：寺瀬今日子）
  - ザ・ソロー（声：堀之紀）
  - ジェームズ・ジョンソン（声：藤本譲）

## 書籍
- 『Metal Gear Solid』(ペーパーバック) ISBN 193238281X
- 『Metal Gear Solid 2』(ペーパーバック) ISBN 1933239301
- 『Metal Gear Solid 1』(ハードカバー) ISBN 193238264X
- 『Metal Gear Solid Volume 2』(ハードカバー) ISBN 193323931X
- 『Metal Gear Solid 1: Sons of Liberty』 (ペーパーバック) ISBN 1933239786
- 『Metal Gear Solid 2: Sons of Liberty』(ペーパーバック) ISBN 1600101119
- 『The Complete Metal Gear Solid: Tactical Espionage Action』(ペーパーバック) ISBN 1600100171
- 『The Complete Metal Gear Solid: Tactical Espionage Action』(ハードカバー) ISBN 1600100317
- 『The Complete Metal Gear Solid: Sons of Liberty』(ペーパーバック) ISBN 1600101925
- 『Complete Metal Gear Solid: Sons of Liberty』(ハードカバー) ISBN 1600101933